# Saint-Léger-Vauban
Saint-Léger-Vauban là một xã trong tỉnh Yonne, thuộc vùng Bourgogne-Franche-Comté của nước Pháp, có dân số là 447 người (thời điểm 2004).

## Nhân khẩu học
| 1962 | 1968 | 1975 | 1982 | 1990 | 1999 |
| ---- | ---- | ---- | ---- | ---- | ---- |
| 505  | 599  | 509  | 489  | 394  | 440  |